# Величковка (Полтавская область)
Величковка (укр. Величківка) — село,
Новоореховский сельский совет,
Лубенский район,
Полтавская область,
Украина.
Код КОАТУУ — 5322885203. Население по переписи 2001 года составляло 165 человек.

## Географическое положение
Село Величковка находится на расстоянии в 1,5 км от сёл Березовка и Ромодан.
Рядом проходит железная дорога, станция Шишаки в 3-х км.

## История
- 2007 — изменён статус с посёлка на село.

## Объекты социальной сферы
- Школа І—ІІ ст.